# ラッピ
ラッピ、もしくはラッピ州 (ラッピしゅう、フィンランド語: Lappi、スウェーデン語: Lappland)は、フィンランドの伝統州。スウェーデン名からラップランド、ラテン名のLaponiaから、ラポニアとも呼ばれる。現在のフィンランドの最北の地域であり、ラップランドに属する。南で伝統州のポフヤンマーと接している。西にはスウェーデン・ノールボッテン県、北でノルウェー・トロムス県、フィンマルク県、東でロシア連邦・ムルマンスク州と接している。現在のフィンランドでは、ラッピの全域は、ポフヤンマー最北部も県域とするラッピ県の県域に含まれている。

## 行政
ラッピの地域は、スウェーデン支配下のフィンランドにおいては、スウェーデンのラップランド地方の一部を構成していたが、1809年に他のフィンランドの地域と同様に、ロシア帝国へと割譲された。その後、フィンランド大公国が建国され、ラッピはフィンランド大公国領となった。州としては、オウル州に所属していた。その後、1938年にラッピを含むオウル州北部がラッピ州として分離する。その後、長らくラッピ州がラッピの地域を管轄していたが、2010年1月1日にフィンランド全州が廃止され、現在はラッピ県がラッピの地域を管轄している。
また、ラッピの地域はサーミ人居住地域であり、現在のフィンランド・ラッピ県では、サーミ人組織がラッピ県の行政組織と並行して存在している。